# 楚煙
楚煙（16世紀—1642年），字非煙，號方壺，山東兗州府曹州人，明朝政治人物。

## 生平
楚煙是萬曆四十六年（1618年）山東鄉試舉人，天啟五年（1625年）成進士，獲授龍溪知縣，掃蕩肆虐的海盜，代理海澄縣事期間施行惠政，轉為贊皇知縣後多次請求免租救濟貧民；之後升任戶部主事，監督神樞營草場，僅一年多就辭官回鄉。
崇禎十五年（1642年）清軍入關騷擾，直逼兗州，楚煙曉喻家人立誓以死明志，兗州城被攻陷後遭擒獲，堅持不投降而被殺，兒子楚鳳苞以身保護他失敗，先被殺害；妻子趙氏也枉死。